# Massif de Tabe
Pour les articles homonymes, voir Tabe (homonymie).

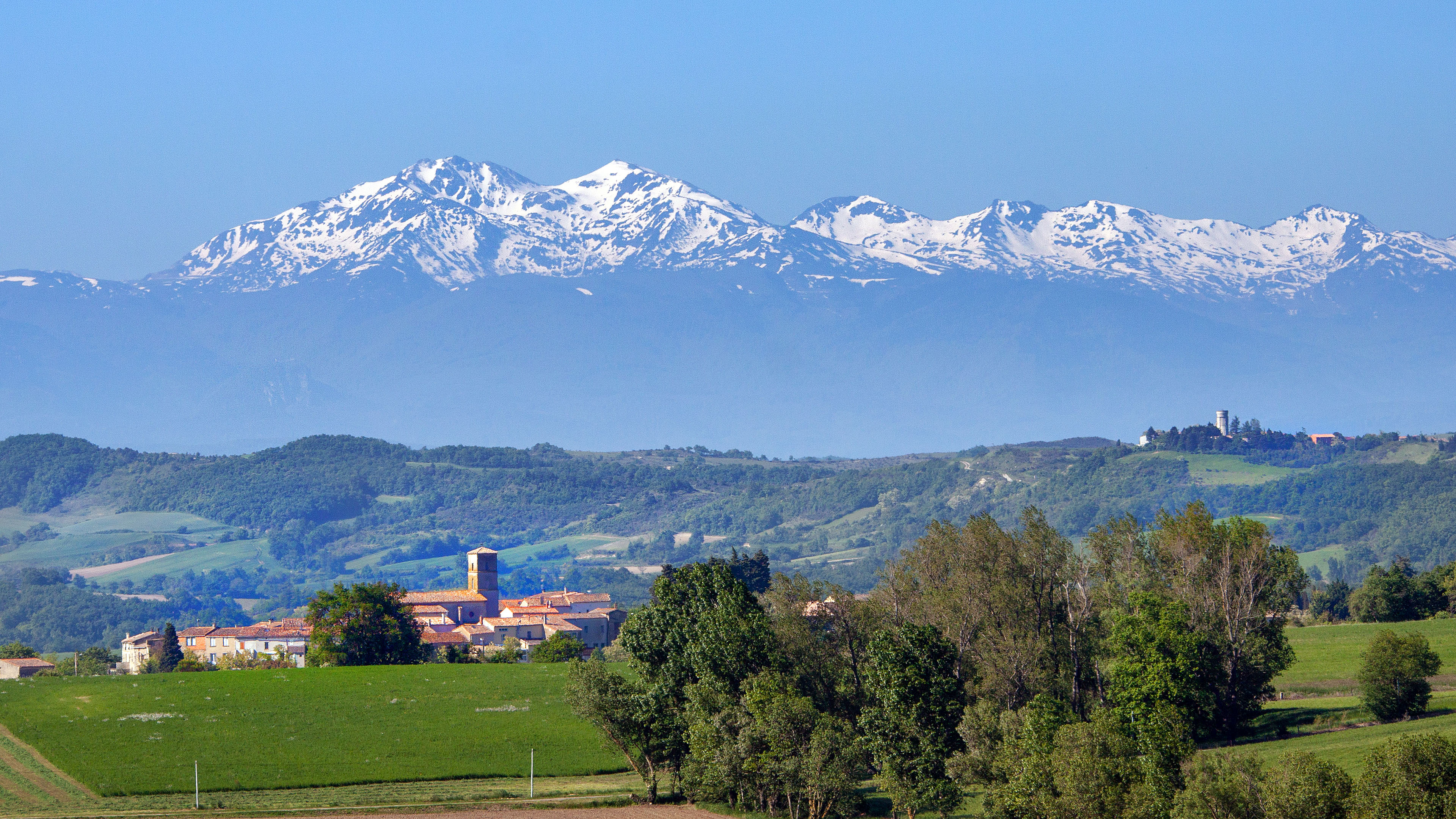
Vue du massif depuis Fenouillet-du-Razès au nord-est.

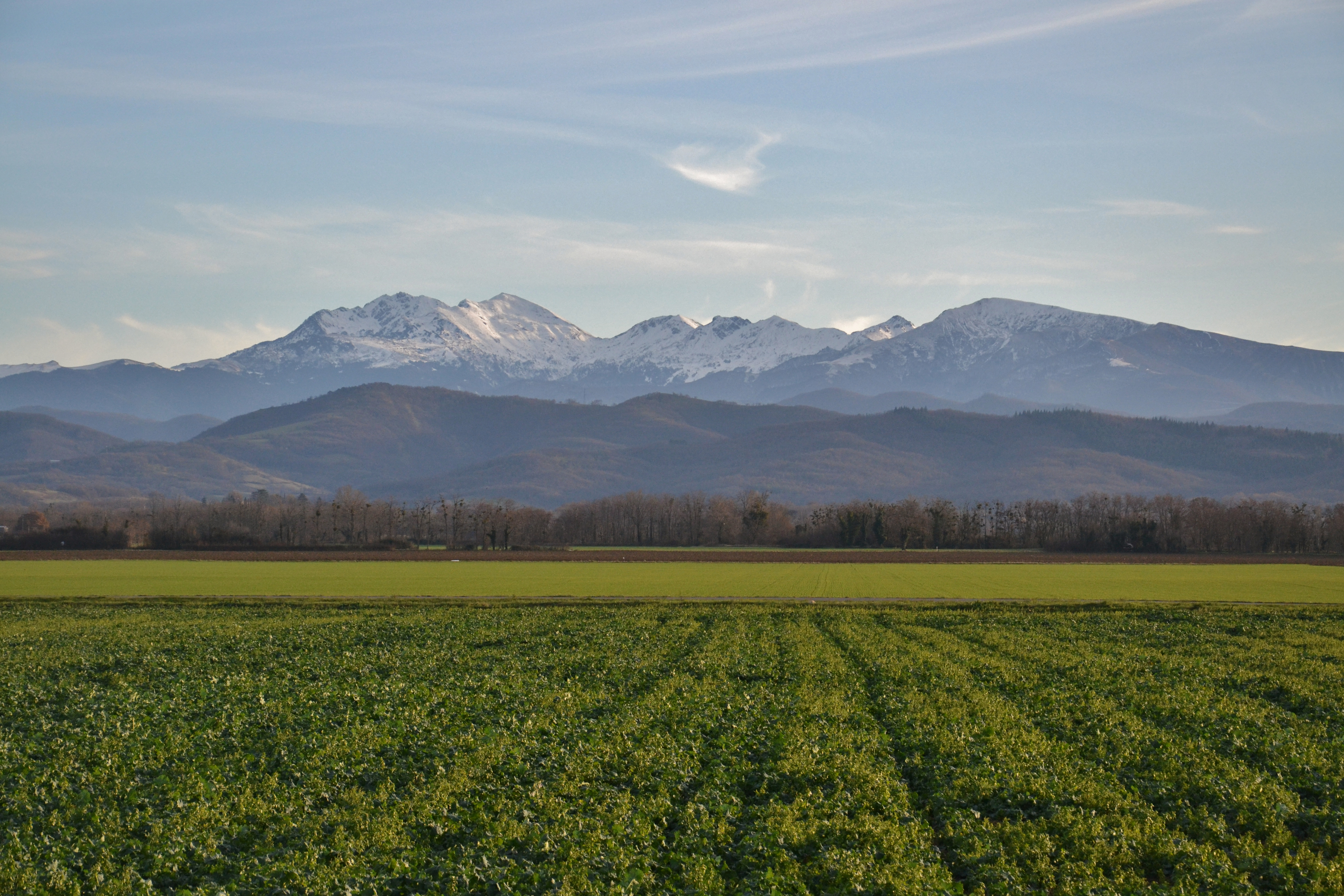
Vue du massif de Tabe depuis le nord, à partir de la plaine de Pamiers (Ariège) ; à gauche la partie culminante (pic de Soularac, pic de Saint-Barthélemy), à droite le mont Fourcat.

Le massif de Tabe (également nommé massif du Saint-Barthélemy, massif de la Frau ou montagne de Tabe) est un massif des Pyrénées françaises, situé sur le versant nord de la chaîne, en avant de l'axe principal de celle-ci, dans le département de l'Ariège. Ce massif, véritable chaînon isolé, fait barrage au cours sud-nord naturel de l'Ariège qui dévale vers la plaine, et l'oblige ainsi à s'infléchir vers l'ouest sur une trentaine de kilomètres.

## Toponymie
Le nom Tabe est la francisation de l'occitan « Tava/Tabo ». La première mention écrite du nom du massif se rencontre sur un document de 1075 du cartulaire de Cluny en langue occitane (sous la forme Tava, phon. ['tabo], dans la prononciation moderne). Dans d'autres chartes en occitan, on trouve encore Tava en 1295, puis Tabo en 1316, et Taba en 1350. La signification de cet étymon "Tava/Taba/Tabo" n'est pas connue.
Parallèlement à cela, un certain nombre de sources ont fait provenir ce toponyme du nom du mont Thabor, en Galilée, où eut lieu l'épisode biblique de la Transfiguration du Christ.  Cette tentative d'étymologie était implicite au début: d'abord sous la forme d'une latinisation artificielle par B. Hélie (1540) : « ad haec supremo montis, qui taburus dicitur… » et « Taburi montis stagnum » ; puis par une juxtaposition sous la plume d'Olhagaray (1609) : « Il est nécessaire de savoir que Tabe ou Tabor est la plus haute montagne ès monts Pyrénées… ». Ensuite, à partir de la fin du XIXe siècle dans les sources écrites, cette étymologie à partir de Thabor tend à acquérir progressivement un statut officiel.
Néanmoins, l'attestation de 1075 est un obstacle à l'assimilation Tava = Tabòr depuis l'origine du nom, puisqu'en plus d'un précoce déplacement de l'accent tonique, il faudrait que l'évolution de -a- post-tonique en [o] date du XIe siècle, ce qui est impossible ; le bêtacisme (v = [b]) en 1075 est une difficulté moindre en raison de la proximité de la Gascogne, mais reste une difficulté. L'attestation de 1075 n'empêche pas une réinterprétation postérieure en Tabòr, français Thabor.  Finalement donc, l'étymologie faisant dériver Tabe de Thabor pourrait être faussement savante et avoir été fabriquée, entre 1350 et 1540.
Le nom du point culminant Soularac (qui a pu s'appliquer primitivement au massif dans son ensemble) pourrait être d'origine encore plus ancienne et témoigner de la destination solaire du sommet. En revanche, les dénominations « massif du Saint-Barthélemy » sont d'apparition beaucoup plus récente (probablement fin XVIIe ou début XVIIIe siècle). La première apparition connue du toponyme Saint Barthélemy se trouve dans un mémoire de Maraldi (1703) : La Montagne de S. Barthelemi dans le pays de Foix.

## Géographie

### Situation

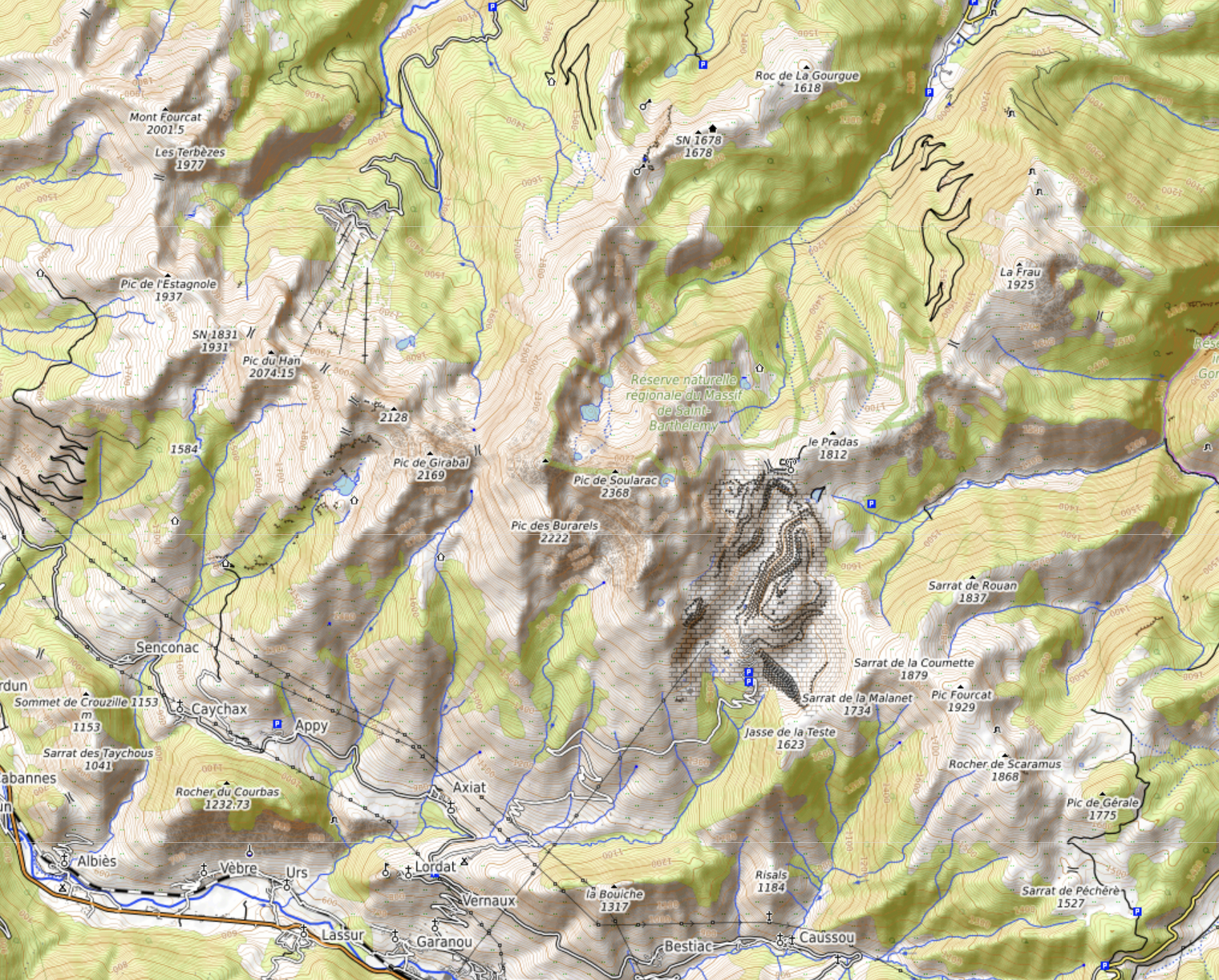
Carte topographique.

Massif nord-pyrénéen, dit aussi « massif de Saint-Barthélemy », situé en Ariège, il culmine à 2 368 mètres d'altitude au pic de Soularac mais son sommet le plus connu est le pic de Saint-Barthélemy (2 348 mètres). Le sommet remarquable de l'extrémité occidentale du massif est le mont Fourcat (2 001 m). Entre ces deux groupes, une succession de sommets moins marqués, disposés en chapelet le long d'un arc de cercle formant un cirque vers le nord, et qui constitue le bassin de drainage du Touyre. Le massif de Tabe est délimité au sud et à l'ouest par la vallée de l'Ariège, à l'est par l'Hers-Vif (qui prend sa source à l'extrémité sud-est du massif à la Fontaine du Drazet), et au nord par les vallées du Touyre et de la Baure (dite aussi vallée de Lesponne).

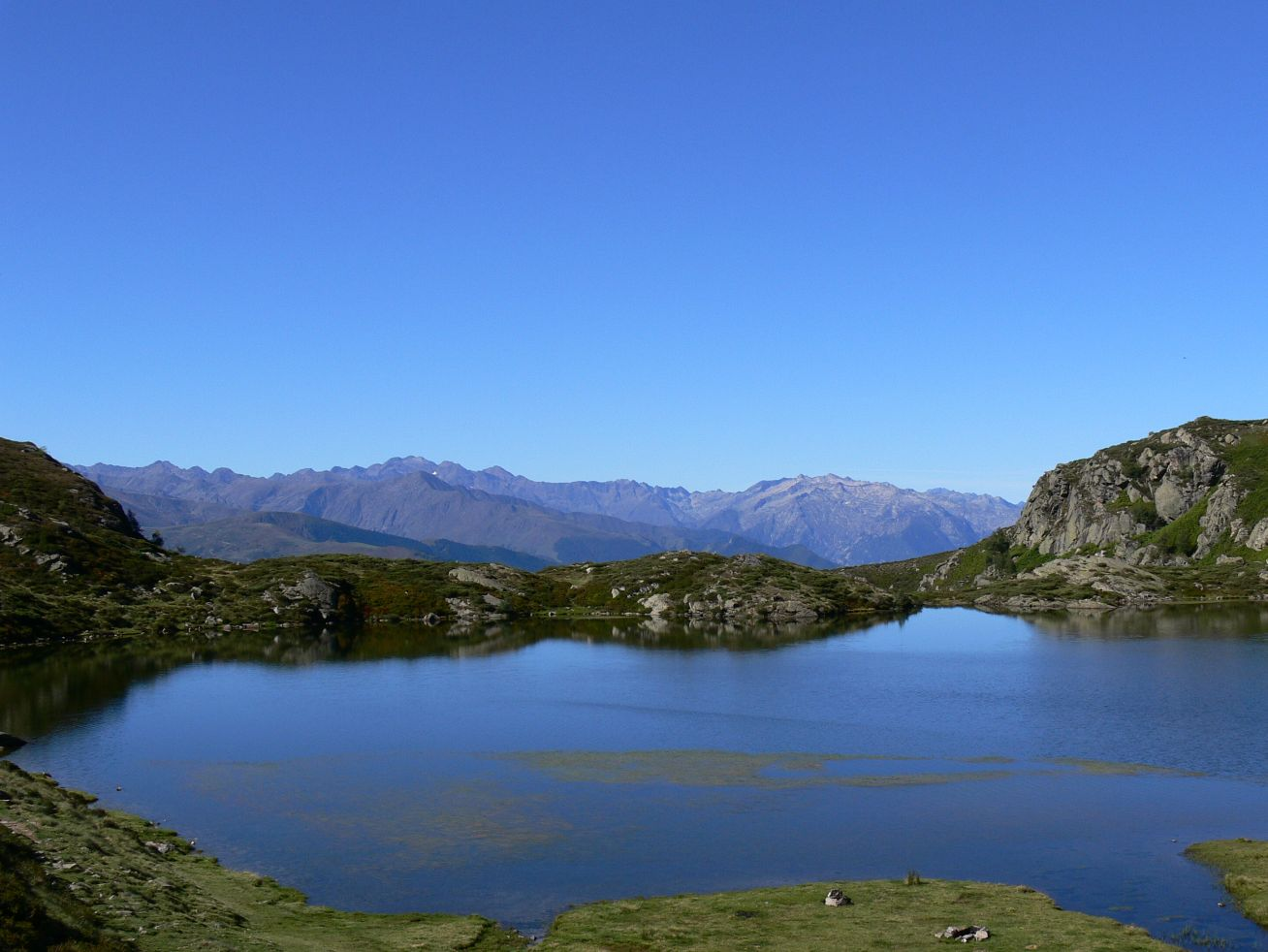
L'étang d'Appy, sur le versant sud du massif de Tabe. Au fond, les Pyrénées ariégeoises et andorranes.

Le massif de Tabe, du fait de sa position nettement avancée par rapport à l'axe principal de la haute chaîne, est parfois qualifié de « chaînon ». Lorsque cette optique est adoptée, on inclut alors également dans cet ensemble prépyrénéen le massif de l'Arize situé en symétrie du massif de Tabe par rapport au cours sud/nord qu'adopte l'Ariège entre les villes de Tarascon-sur-Ariège et Foix.
La carrière de talc de Trimouns, située sur le versant est-sud-est du Soularac, vers 1 800 mètres d'altitude, est la plus importante du monde en termes de production (la mine de talc de Fangas, sur le versant nord du massif a été fermée dans les années 1960).
Le massif de Tabe abrite dans ses pentes plusieurs petits lacs dont les plus importants sont : l'étang du Diable, l'étang des Truites, l'étang d'Appy, l'étang Tort, l'étang de Moulzoune (artificiel) et l'étang Supérieur.
| Haute vallée de l'Ariège Massif de l'Arize          | Vallée de Lesponne Massif du Plantaurel | Massif du Plantaurel |
| Haute vallée de l'Ariège Massif des Trois-Seigneurs | massif de Tabe                          |                      |
| Haute vallée de l'Ariège                            | Haute vallée de l'Ariège                |                      |

### Principaux sommets

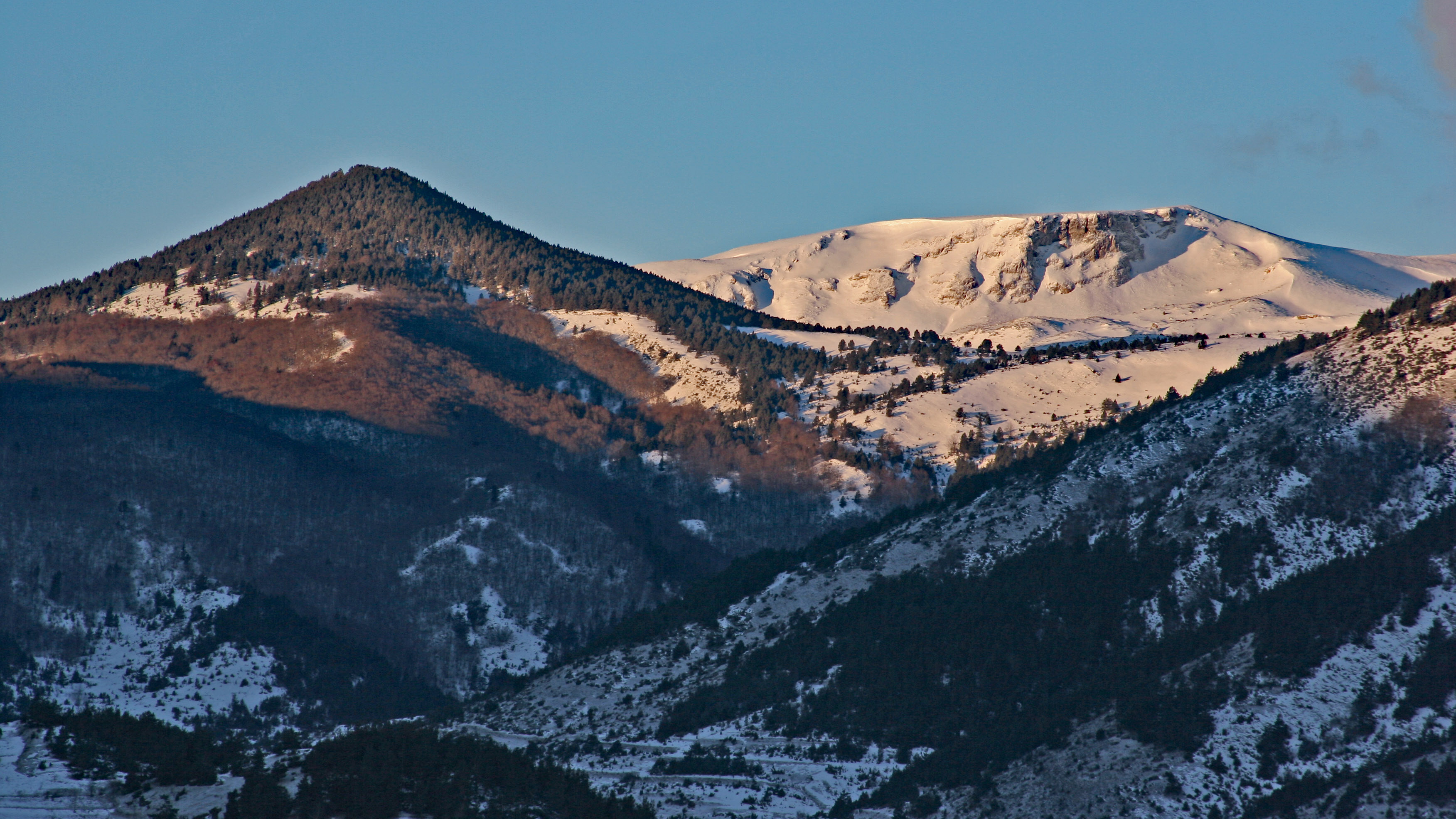
Le roc de Scaramus.

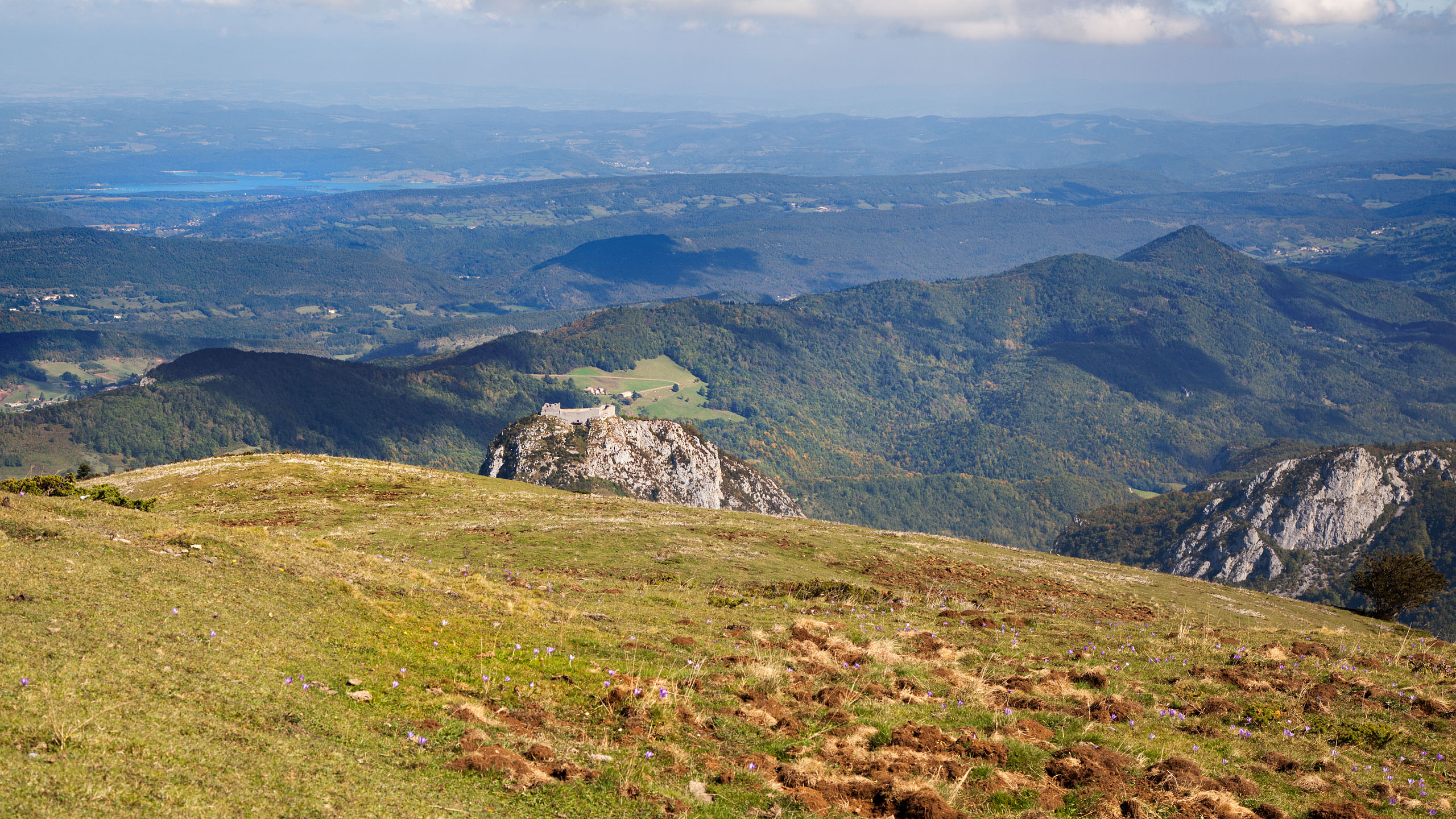
Château de Montségur vu du roc de la Gourgue.

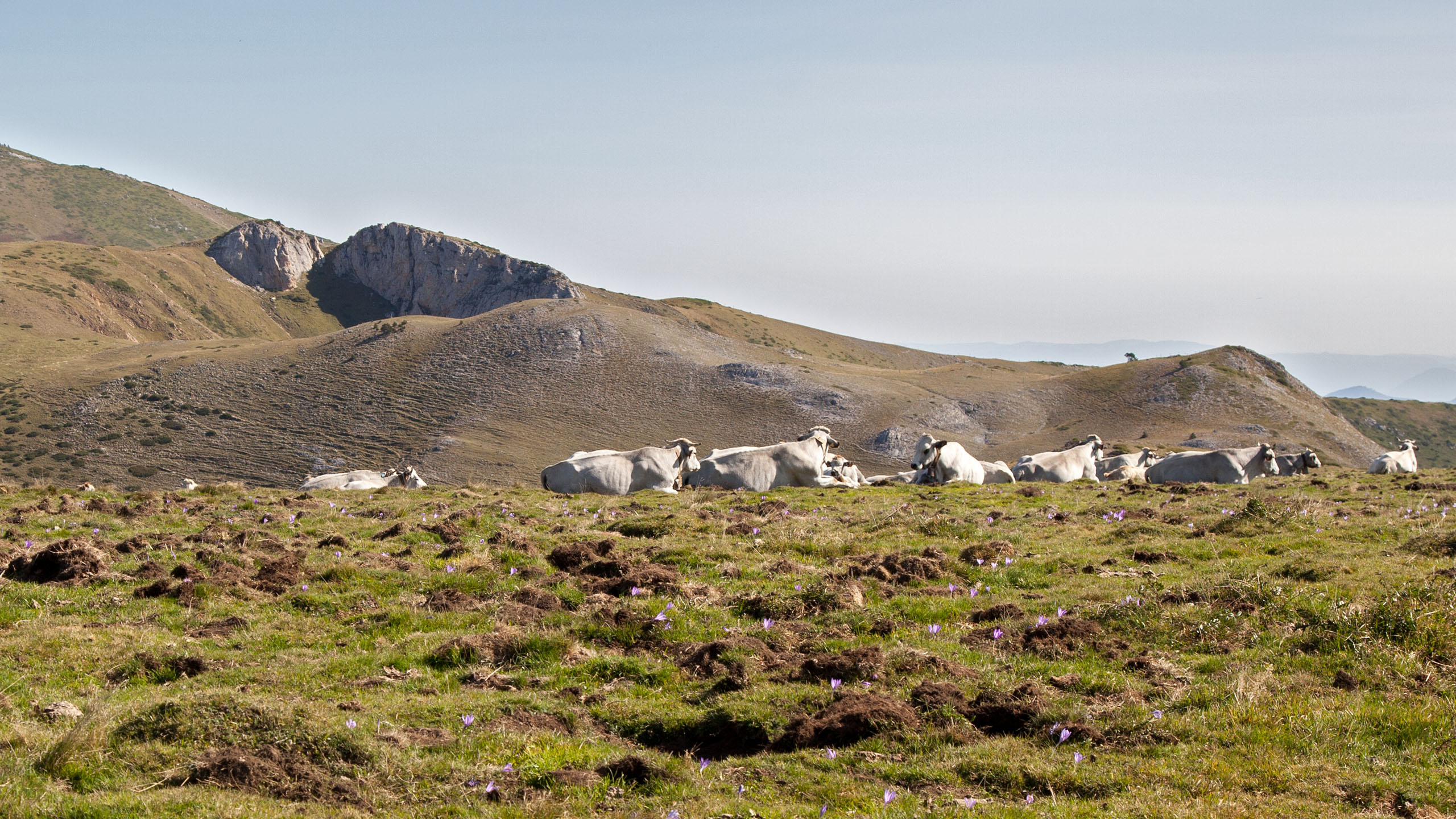
Sarrat de Caudeval vu de l'ouest.

- Pic de Soularac : 2 368 m (point culminant). Les noms suivants ont aussi été attestés dans l'histoire : pic de Lestangtost/Lestanglot, pointe orientale du mont Saint-Barthélemy.
- Pic de Saint-Barthélemy : 2 348 m (attesté :  Tabor/Thabor/Tabe et dénomination latines/occitanes correspondantes, montagne de Tabe, montagne d'Appy/d'Appi). Le Soularac et le Saint-Barthélemy sont séparés l'un de l'autre par le col du Trou de l'Ours.
- Pointe sans nom, 2 260 m, à 500 m au nord du pic de Saint-Barthélemy au-dessus des prairies de Pibert.
- Pic des Bugarels : 2 222 m
- Pic sans nom, 2 169 m, à 500 m à l'est du col de Girabal.
- Pic Galinat : 2 115 m
- Pic du Han : 2 074 m (attesté : pic de Canbruno)
- Mont Fourcat : 2 001 m
- Sommet de l'Estagnole : 1 934 m
- Pic Fourcat : 1 929 m (anciennement : signal de Caussou)
- La Frau : 1 925 m
- Rocher de Scaramus : 1 868 m
- Le Pradas : 1 812 m
- Pic de la Lauzate : 1 800 m
- Sarrat de Caudeval : 1 800 m
- Le Planas : 1 638 m
- Roc de la Gourgue : 1 618 m
- Le Couloubre : 1 560 m
- Signal de Chioula : 1 507 m

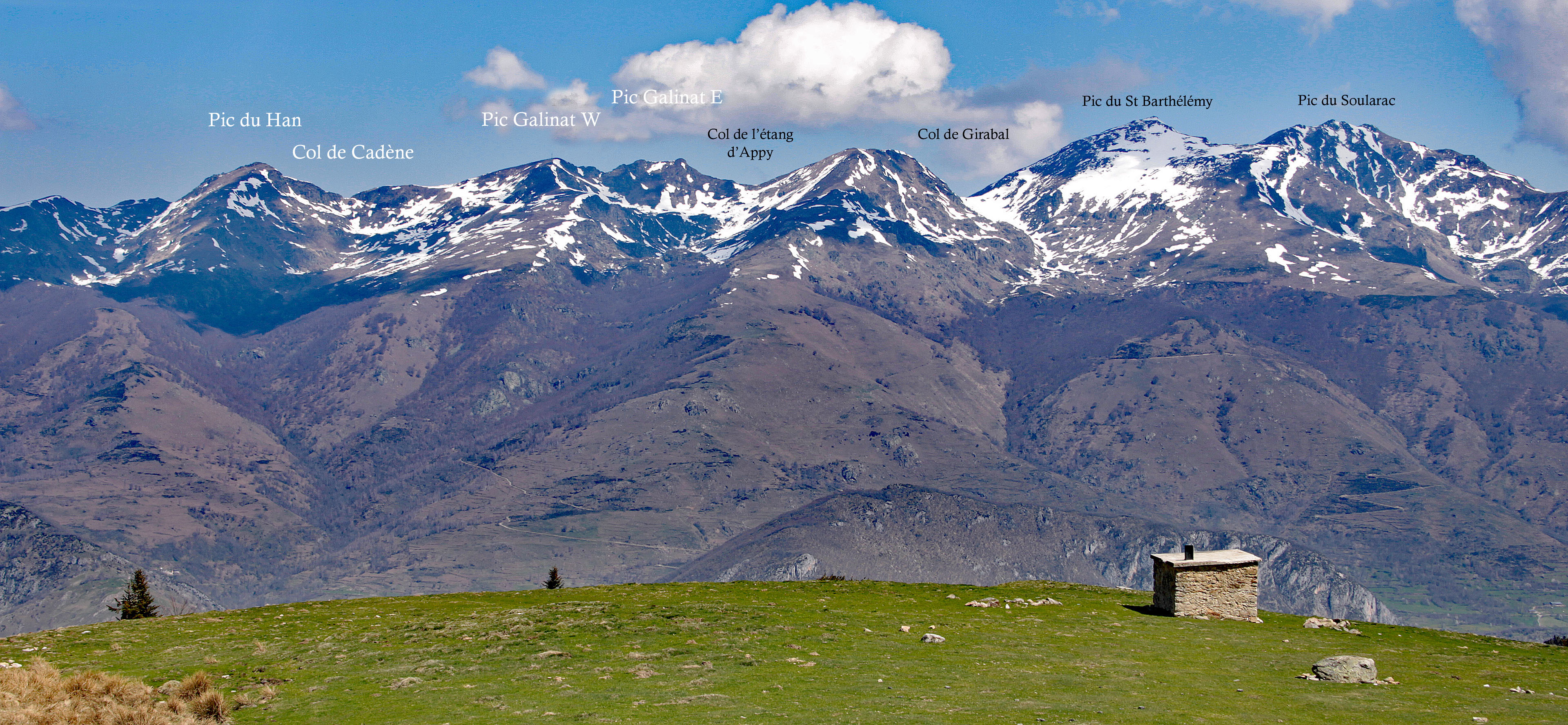
Quelques noms de sommets et de cols (versant sud).
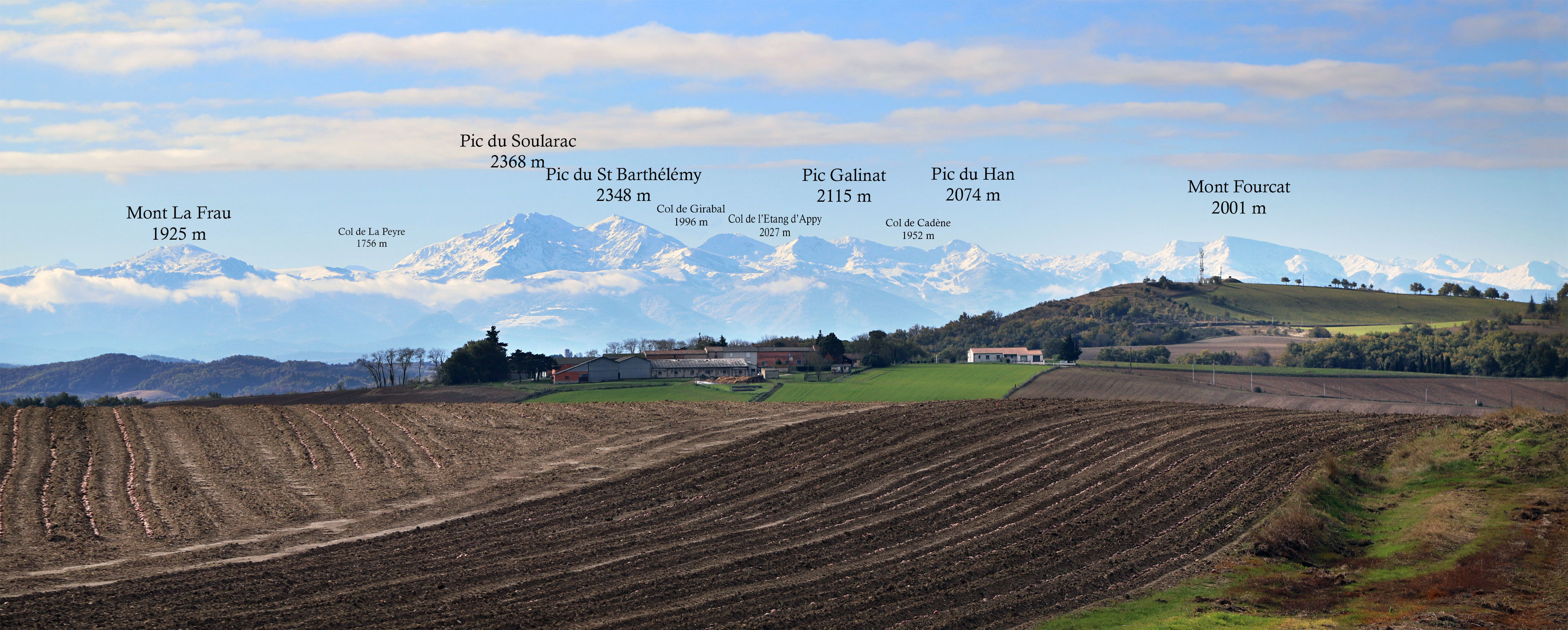
Quelques noms de sommets et de cols (versant nord).

### Hydrographie
La fontaine intermittente de Fontestorbes surgit à la base d'un plissement calcaire au pied du massif. Cette résurgence vauclusienne possède un bassin versant de 85 km2 divisé en deux parties disjointes, séparées par la vallée du ruisseau de Malard, affluent de rive droite de l'Hers-Vif mais reliées au même exutoire par le réseau karstique :
La première partie, d'une surface d'environ 18 km2, est située à proximité immédiate de la source et se situe sur le plateau de Sault, approximativement sur le territoire couvert par la forêt de Bélesta et n'appartient donc pas en propre au massif lui-même.
La deuxième partie du bassin, de loin la plus vaste (67 km2), comprend le bassin supérieur de l'Hers (pertes karstiques à l'aval immédiat de Comus, soit à l'entrée des gorges de la Frau), ceux des ruisseaux du Basqui et de l'Ourza descendus du Soularac (également, pertes karstiques à l'entrée de ces torrents affluents gauches de l'Hers dans les gorges de la Frau) et, enfin, les nombreux gouffres et puits à neiges (gouffres occupés par un névé pérenne dont l'eau de fonte rejoint les écoulements souterrains du réseau karstique) de la montagne de la Frau (1 925 m) située en rive gauche de l'Hers, à l'aplomb des gorges de la Frau. Cette partie du bassin se situe au cœur du massif puisque, via le réseau karstique, Fontestorbes draine les eaux de son point culminant : le Soularac.

### Géologie
Le faciès géologique du massif de Tabe, avec ses formes généralement molles, évoque une action glaciaire peu puissante mais néanmoins réelle, reconnaissable à la présence des petits étangs glaciaires des versants nord et sud (étangs du Diable, des Truites, supérieur, et d'Appy).
Dans la partie moyenne et supérieure du massif, le matériau est essentiellement formé de terrain cristallin, où dominent les gneiss (gneiss amygdalin), sur une épaisseur de deux à trois mille mètres et divisé en strates bien différenciées pendant vers le nord. La partie sommitale du massif comporte de nombreux dykes de granite et de pegmatite. Les principaux sommets du massif (Soularac, Saint-Barthélemy, Galinat, Fourcat) sont d'ailleurs formés de blocs de granite désagrégés par la foudre.
Aux alentours de 1 000 m, le versant septentrional est constitué de schistes quartzifères ferrugineux contenant divers minerais.
La grande originalité du massif du point de vue géologique est l'exceptionnel gisement de talc de Trimouns, sur le versant sud du massif à 1 700 m d'altitude. Ce gisement est limité supérieurement par une couche de dolomies (carbonates de calcium et carbonates de magnésium), et latéralement au nord par une paroi de micaschistes et de silicates d'alumine. Entre deux failles s'est développé un énorme filon de talc (silicate de magnésium), qui est donc exploité à ciel ouvert.
Plus bas vers la plaine du côté nord, ce sont les calcaires qui dominent, avec de nombreux plissements, dont le "pog" de Montségur, minuscule synclinal pincé, portant en son sommet la célèbre forteresse.

## Histoire

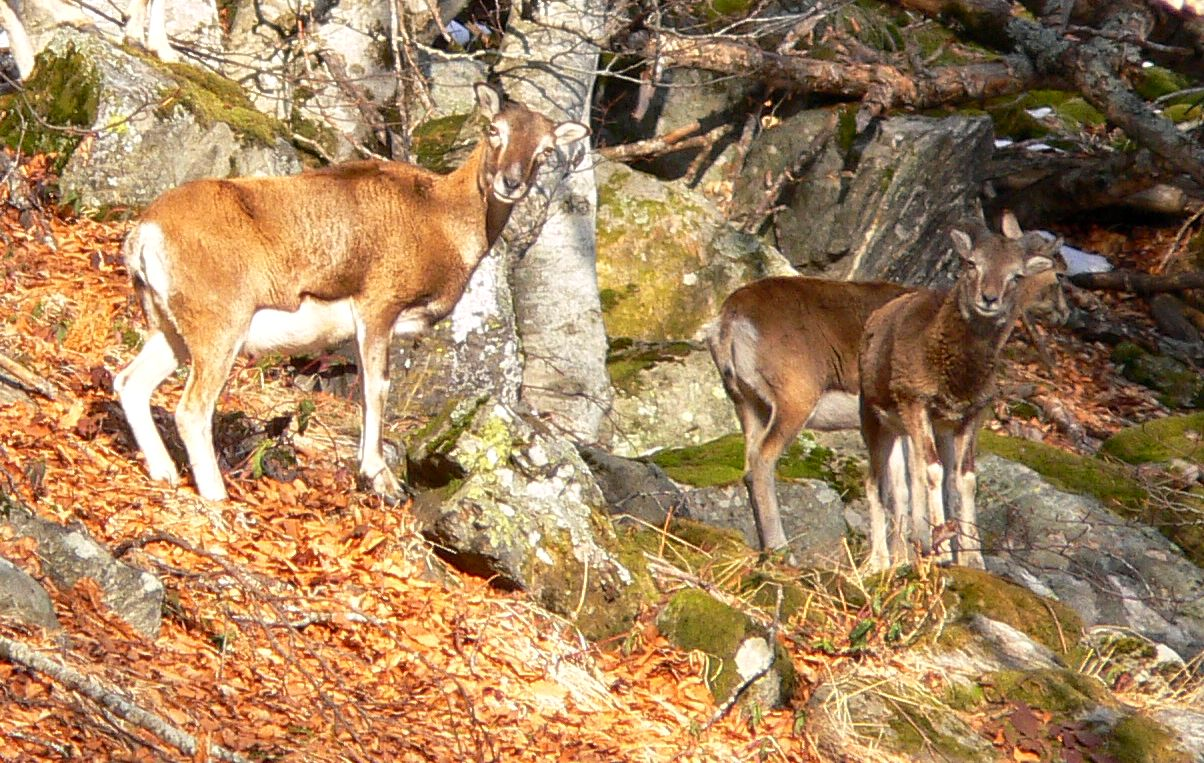
Mouflonne et deux jeunes mouflons dans la forêt de Sedars, dans le versant sud du massif de Tabe.

Ce massif a toujours eu pour les peuples qui vivaient sous son ombre, une importance spirituelle de premier ordre : nombreux vestiges mégalithiques, culte solaire probable dès la plus haute Antiquité, cultes païens attestés par les écrits historiques, puis, après la christianisation, pèlerinage annuel au sommet, où se dressait une chapelle (probablement à ciel ouvert). Malgré la christianisation du culte et la dédicace de la chapelle à saint Anastase dans un premier temps, puis à l'apôtre saint Barthélémy par la suite, on note une survivance très tardive des anciens cultes et rites païens.

Le massif a toujours fasciné aussi ceux qui se rendaient en son sommet. Voici comment P. Olhagaray, historiographe du roi Henri IV, décrit cette montagne : 

« …Il est nécessaire de sçavoir que Tabe ou Tabor est la plus haute montagne ès monts Pyrénées, d'où l'on voit beaucoup de notables secrets de nature, la levée du soleil avec une grandeur & Majesté incompréhensible… »

Il existe de très nombreux témoignages écrits, parfois très anciens sur le massif de Tabe, et de nombreuses croyances et légendes ont pour cadre ses sommets, ses cols ou ses lacs. Voir notamment la légende de l'étang du Diable, rapportée par P. Olhagaray en 1609, mais reprise à partir de récits d'auteurs encore plus anciens (par exemple, Helie, 1540 ; Belleforest, 1575). De gros anneaux ou chaînes métalliques que l'on trouvait sur la crête, notamment au col des Cadènes, ont aussi donné lieu à de nombreuses légendes fort anciennes (ces vestiges aujourd'hui disparus seraient en fait d'anciens signes de bornage datant de l'époque carolingienne).
Le 20 septembre 1943, un bataillon SS de police décime le maquis installé dans les grottes du massif de la Frau.

## Activités

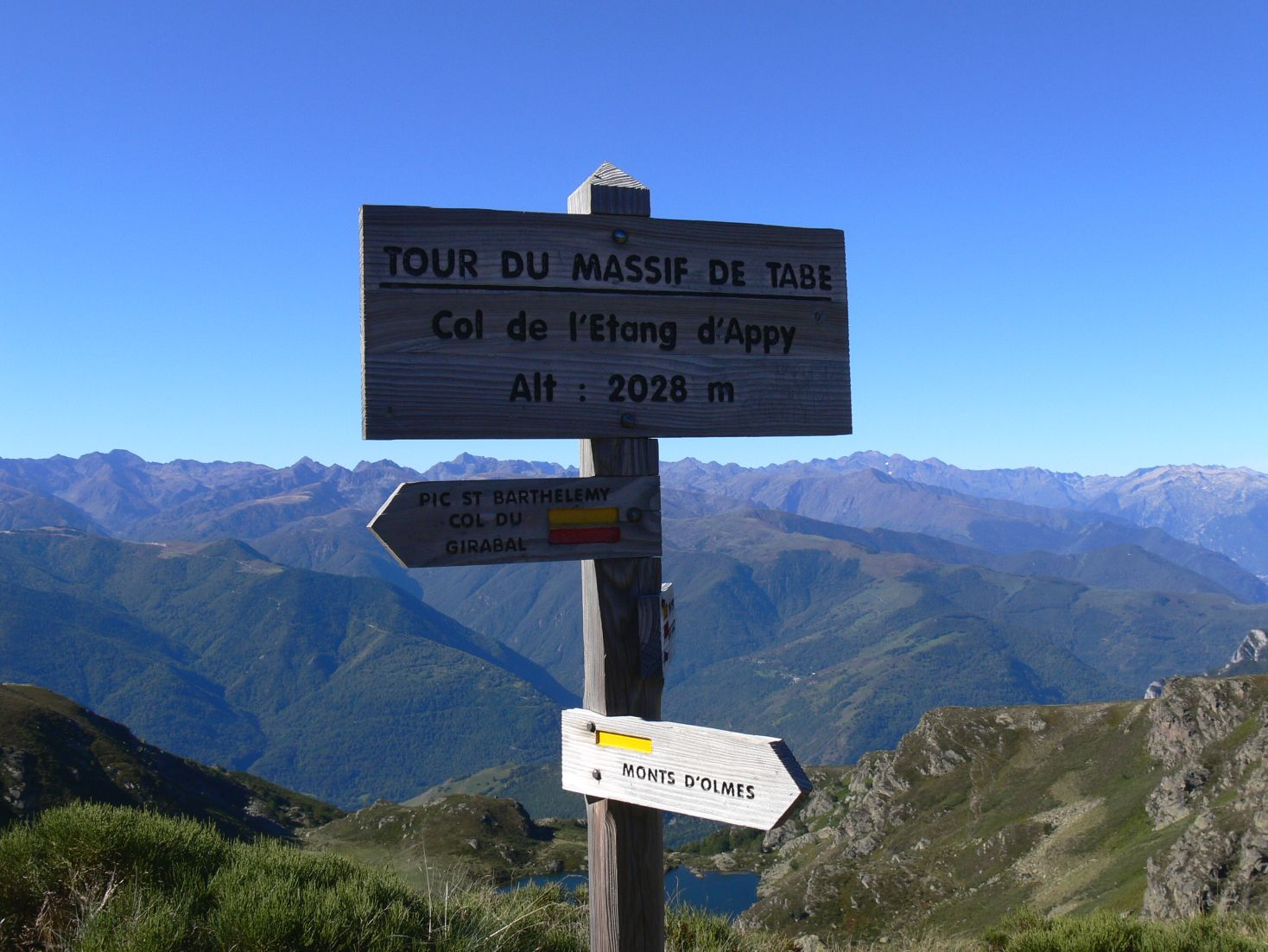
Le col de l'Étang d'Appy (massif de Tabe). Aménagements du sentier Tour du Massif de Tabe.

Historiquement, le massif se divise de ce point de vue en deux entités bien distinctes : le nord (pays d'Olmes), plutôt industrieux et tourné vers la plaine, et le sud (Lordadais essentiellement), entièrement tourné vers une économie montagnarde et pastorale.
- Pays d'Olmes : des industries anciennes issues d'activités artisanales ayant conduit à une certaine prospérité (en particulier le textile et le peigne en corne, mais aussi le jayet et les activités minières). Activité forestière dans les grandes forêts du flanc nord (Fourcat et Saint-Barthélemy, mais aussi et surtout les imposantes futaies de la forêt de Bélesta).
- Lordadais : agriculture et élevage de subsistance.

De nos jours, les activités principales sont l'exploitation forestière, le textile et la petite industrie au nord ; l'élevage et l'extraction du talc au sud.

### Stations de sports d'hiver
Le massif abrite la station familiale de ski alpin de moyenne importance (1 500 m - 2 000 m) des Monts d'Olmes, qui occupe le petit cirque situé au nord du massif.

## Villes
Il n'y a pas de villes situées dans le massif lui-même, sinon sur son pourtour :
- Foix au nord-ouest,
- Tarascon-sur-Ariège à l'ouest,
- Ax-les-Thermes au sud,
- Lavelanet au nord-est.

#### Sources historiques
- Pierre Olhagaray, Histoire des comtés de Foix, Béarn et Navarre diligemment recueillie par M. Pierre Olhagaray historiographe du roi, Paris, 1609.
- Jean Astruc, Mémoires pour l'Histoire naturelle de Languedoc, 1737.
- Hippolyte Marcailhou d'Aymeric, Le massif de Tabe, Éd. Lacour-Ollé, fac-similé d'une monographie parue dans le Bulletin de la société Ramond, 1898.

#### Sources modernes
- Bernard Duhourcau, Guide des Pyrénées mystérieuses, Éd. Tchou, puis Tchou Princesse, 1973.
- Aimé Sarda, Le Thabor pyrénéen. Éd. de l'auteur, Quillan, 1994.
- Encyclopédie Bonneton, Ariège, Éd. Bonneton, Paris, 2001.